# بنية فوقية

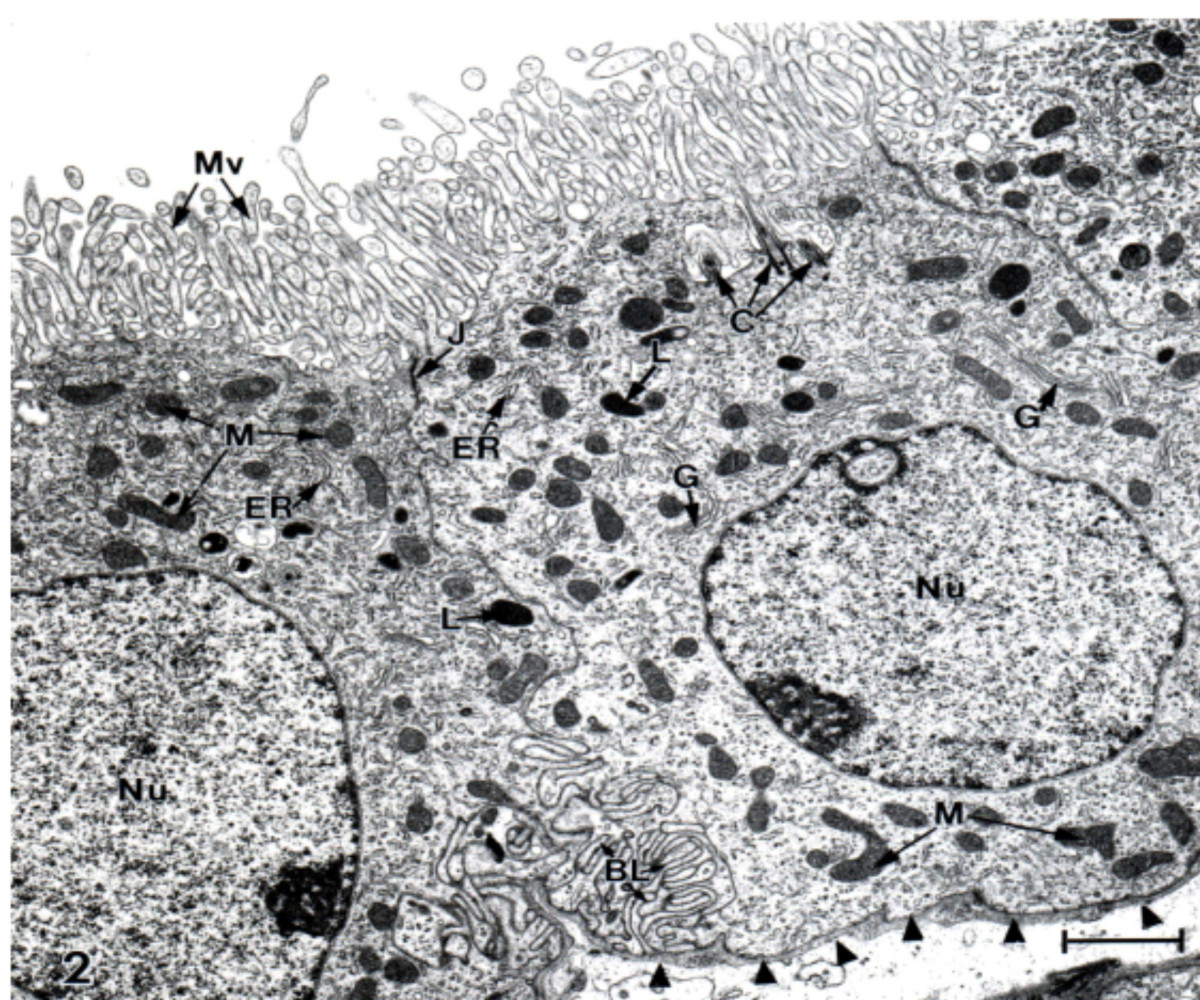
بنية ظهارة مشيمية فوقية

البنية الفوقية هي بيان بنية العينة الحية، من قبيل الخلية والنسيج والعضو، بمعاينتها بمجهر إلكتروني.